# Liste der Baudenkmale in Gotthun
In der Liste der Baudenkmale in Gotthun sind alle denkmalgeschützten Bauten der Gemeinde Gotthun (Mecklenburg-Vorpommern) und ihrer Ortsteile aufgelistet. Grundlage ist die Veröffentlichung der Denkmalliste des Landkreises Mecklenburgische Seenplatte (Auszug) vom 20. Januar 2017.

## Baudenkmale nach Ortsteilen

### Gotthun
| ID  | Lage          | Bezeichnung                     | Beschreibung | Bild                            |
| --- | ------------- | ------------------------------- | ------------ | ------------------------------- |
| 143 | Röbeler Str.4 | Erdholländermühle (Schamper M.) |              | Erdholländermühle (Schamper M.) |

## Quelle
- Karte der Baudenkmale im Geoportal des Landkreises

- Karte mit allen Koordinaten:
- OSM |
- WikiMap